# Paramacrochiron sewelli
Paramacrochiron sewelli is een eenoogkreeftjessoort uit de familie van de Macrochironidae. De wetenschappelijke naam van de soort is voor het eerst geldig gepubliceerd in 1968 door Reddiah.